# طمارين أبقع
طمارين الأبقع (الأسم العلمي: Saguinus bicolor) وهو قرد طمارين مهددة بالانقراض وهو من الأنواع الرئيسيات الموجودة في منطقة محظورة في البرازيل وغابات الأمازون.

## النطاق
تم العثور على هذا القرد الذي يصنف من قرود العالم الجديد داخل وشمال مدينة حدود ماناوس، عاصمة ولاية أمازون في البرازيل. التوزيع الرئيسي هو في ريو كوييراس وريو بريتو دا إيفا. طمارين الأبقع يوجد أيضا في ريو بريتو المجاورة لدا إيفا وريو أوربو انترفلوفيم، ولكنها نادرة نسبيا. ويبدو أن هناك منافسة بين الأنواع طمارين الأبقع وطمارين ذهبي اليد  ومع تمركز ذهبي اليد في مناطق الطمارين الأبقع بدأ تدريجياً في الانحسار من مناطق التوزيع التاريخي لها. لذلك، هناك تهديدات متعددة للبقاء الطويل الأجل لهذا الصنف من الطمارين، الذي يعتبر تدمير الموائل من أبرز أسباب انحسار هذا الصنف (عامل بشري) مع التنافس بين الأنواع (عامل طبيعي).

## الوصف
يقاس طول الطمارين الأبقع بين 20.8 – 28.3 سم.؛ مع الذيل يقاس 33.5 – 42.0 سم. ذكور يزنو 428 غرام (ن   =   4). العمر المتوقع لها ما يقرب 10 سنوات في البرية.

## السلوك والتكاثر
يعيش الأفراد في مجموعات تصل من 2 إلى 15 عضوًا مع منافسة صغيرة داخل المجموعة. متوسط حجم المجموعة هو 4.8 أفراد لكل مجموعة،  وغيرها من المناطق المحيطة لماناوس ذكرت أحجام المجموعة إلى 6.19 ±   2.62.
كباقي الأصناف من القشيات، فقط أنثى واحدة سوف تولد في المجموعة. التكاثر في الإناث الأخريات في نفس المجموعة يتم قمعه سلوكياً. يستمر الحمل يوما والأمهات عادة ما تلد توأما. يعتني الأب بطمارين الأحداث في المقام الأول ويتم تسليمهم إلى الأم فقط للعلاج؛ ومع ذلك، فإن المجموعة بأكملها تساعد في رعاية الأحداث.
التمرينات آكلة للحوم، نظامها الغذائي يتكون من الفاكهة والزهور والرحيق والحشرات والعناكب والفقاريات الصغيرة وبيض الطيور  الحيوانات المفترسة الطبيعية لها هي القطط الصغيرة وطيور الجارحة والثعابين. في المناطق الحضرية (سكانية)، تعد الحيوانات المفترسة الرئيسية لها القطط والكلاب المحلية. وبسبب تدمير الموائل الطبيعية باستمرار، فإن هذه الأنواع معرضة لخطر الأنقراض. ومع ذلك، فإن هذه الأنواع تظهر أيضًا في العديد من المناطق المحمية في البرية، وكجزء من حماية هذه الفصيلة فان هناك دراسات تسعى إلى الحد من خطر انقراضها.

## الحفاظ والحماية
اعتبارًا من عام 2015، تم تصنيف طمارين الأبقع «نوع مهدد بخطر انقراض أقصى» بالانقراض من قبل IUCN. من المتوقع أن ينخفض تعدادها بنسبة 80 ٪ بحلول عام 2033 بسبب التهديدات البشرية، والمنافسة مع طمارين ذهبي اليد والمرض. داخل منطقة ماناوس، تتعرض هذه القرود للتهديد من قبل القطط والكلاب الداجنة والوحشية، والصعق بالكهرباء من خطوط الكهرباء، وتجارة الحيوانات الأليفة. بالإضافة إلى ذلك، فإن الاستيطان الريفي وزيادة تربية الماشية يواصلان التعدي على الموطن المتبقي له.
يتم حماية طمارين الأبقع في بعض أجزاء من نطاقها، هذا الكائن الحي مُعرض للخطر بسبب التهديد الشديد من الأنواع التي تتعدى على موطنه وهذا سوف يسبب مشاكل مختلفة للنظام البيئي.
تشمل المناطق المحمية الرئيسية خارج ماناوس: [بحاجة لمصدر]
- ريو جنوب نيغرو بارك بارك القسم الجنوبي
- محمية ساويم-كاستانهيرا للحياة البرية (97 هكتار)
- أدولفو دكي محمية غابة من المعهد الوطني لبحوث دا الأمازون (INPA) (10000 هكتار)
- والتر اغلر محمية غابة من المعهد الوطني لبحوث دا الأمازون (INPA) (630 هكتار)
- منطقة التدريب العسكري في Centro de Instrução de Guerra na Selva (CIGS) (115000 هكتار)
- محمية توبي للتنمية المستدامة
- منطقة حماية البيئة في بنك ريو نيغرو الأيسر – Tarumã-Açú / Tarumã-mirim Sector

تشمل المناطق المحمية الرئيسية في ماناوس: [بحاجة لمصدر]
- الحرم الجامعي لجامعة Universidade Federal do Amazonas (UFAM) (670 هكتار)
- المنطقة العازلة حول مطار إدواردو غوميز الدولي (800 هكتار)
- المنطقة العازلة حول مطار بونتي بيلادا الإقليمي (57.6 هكتار)
- حديقة ولاية السميما (51 هكتار)
- منتزه ميندو البلدي (26.5 هكتار)
- النادي الريفي للعمال SESCI (49.5 هكتار)
- النادي الريفي للعمال SESI (100 هكتار)
- حديقة حيوان 1ºBIS / CIGS والمناطق المحيطة بها

يوجد برنامج تربية أسيرة لطمارين الأبقع. اعتبارًا من عام 2009، كان هناك 172 من طمارين الأبقع في الأسر وجميعها ملكية مسجلة للحكومة البرازيلية.